# Henny Orri
Henriëtte Josephine (Henny) Orri (Amsterdam, 16 juni 1925 – aldaar, 4 januari 2022) was een Nederlands actrice. Ze speelde vele dragende rollen bij grote toneelgezelschappen als Toneelgroep Centrum en Toneelgroep Theater.

## Loopbaan
Orri studeerde in 1947 af aan de Amsterdamse Toneelschool. Ze speelde de moeder in Een Bruid in de morgen van Hugo Claus bij de wereldpremière ervan door het Rotterdams Toneel (1955) en de hoofdrollen in De Meiden van Jean Genet (1962), Elektra van Euripides (1965), Saint Joan van George Bernard Shaw (1966) en Moeder Courage en haar kinderen van Bertolt Brecht (1973).
Zij kreeg in 1977 een Colombina voor Bernlef's Deuren, onder regie van Christiaan Nortier. In 1986 ontving ze de Theo d'Or voor haar rol in Wings van Arthur Kopit. Ook in de vrije sector oogstte ze veel succes, zoals in het op het leven van Sarah Bernhardt gebaseerde Memoires (1988). Orri speelde tevens in Bert Haanstra’s film Dokter Pulder zaait papavers (1975).
In 1994 nam de Grande Dame Du Theatre officieel afscheid van het toneel met het door haar tweede echtgenoot, regisseur Theo Kling, geschreven stuk In de Hemel mag alles, een blijspel over euthanasie. Zes jaar later stond zij echter weer op toneel met de solovoorstelling Rose van Martin Sherman. Op Kerstnacht 2008 las ze voor uit het Evangelie volgens Lucas in de Gereformeerde kerk van Andijk, destijds haar woonplaats. In 2009 stond zij, inmiddels 84 jaar oud, samen met haar dochter Diane Lensink op de planken in het stuk Berm van de debuterende auteur Rik van den Bos.
Op 22 november 2015 ontving Orri de Blijvend Applaus Prijs. Op 20 januari 2016 werd in de Jos Brink foyer van de Stadsschouwburg Haarlem een buste van haar onthuld, gemaakt door de beeldhouwster Yvonne Zeylstra.

## Privéleven
Henny Orri was de jongste dochter van Henri Joseph Orri (1889-1969) en Neeltje Uijttenboogaard (1893-1991). Haar oudste zus Threes Orri (1915-1993) was muziekpedagoge. Van 1948 tot 1954 was Henny Orri getrouwd met acteur Ton Lensink (1922-1997) en van 1956 tot zijn dood in 2018 met acteur-regisseur Theo Kling (1930-2018). Uit haar eerste huwelijk had ze een dochter: actrice Diane Lensink (1950-2012). Ze was de grootmoeder van acteur Matteo van der Grijn.
Orri overleed op 4 januari 2022 op 96-jarige leeftijd in haar woning in Amsterdam.